# Grietje Vanderheijden
Grietje Vanderheijden (20 oktober 1977) is een Vlaamse actrice.

## Opleiding
Vanderheijden studeerde muziek aan het conservatorium van Brussel en Antwerpen. Tijdens en na haar studies, deed ze mee in verschillende Belgische musicals zoals Assepoester, De tovenaar van Oz, Doornroosje, Pinokkio, Robin Hood en Peter Pan. In Peter Pan speelde ze de rol van Tijgerlelie en was ze understudy voor Wendy en in Assepoester speelde ze alternerend met Maike Boerdam de titelrol. 
Vanderheijden geeft ook les. Ze is docent algemene verbale vorming (AVV), drama voordracht en toneel aan het Stedelijk Conservatorium Mechelen.

## Televisie
In 2003 maakte Vanderheijden de overstap naar de televisie. Vanaf dat moment speelde ze Vicky Muys (2003, 2006-2007, 2009-2010), de vriendin en later de vrouw van Rikki Dilliarkis (gespeeld door Steven De Lelie) in Lili en Marleen op VTM. Ze speelde ook een gastrol in de serie Rupel, Flikken en Spoed. Ze kreeg ook de hoofdrol te pakken in En daarmee Basta!, een jongerenserie op de televisiezender Ketnet. Hierin speelt ze Isabelle 'Isa' De Riemaecker. Isa is een tiener met te veel tijd omhanden, te veel vriendjes en iemand die veel ouderlijke raad nodig heeft, hoewel ze het niet altijd opvolgt.
In 2011 was ze te zien als Cynthia in de soap Familie en presentatrice op Nickelodeon. In 2012 was ze nog te zien als Cindy Poppe in Danni Lowinski. Sindsdien heeft ze niet meer geacteerd.

## Theater en muziek
Vanaf het moment dat ze haar studies aanving, heeft Vanderheijden verschillende hoofd- en bijrollen gehad in Belgische musicals. Vanaf augustus 2006, zong ze ook in de “Ketnetband” en het “Kids Power Team”, een podiumprogramma, dat zich vooral op kinderen richt. Tijdens de zomer van 2006 hebben ze op verschillende podia in Vlaanderen gespeeld voor honderden kinderen, waaronder op Rock Werchter (bij de animatiezone welteverstaan).
Eind 2009 kondigde ze haar vertrek uit de Ketnetband aan.

## Varia
In 2006 deed Vanderheijden mee aan Steracteur Sterartiest op Eén. Een programma waar 13 Vlaamse acteurs en actrices proberen uit te vinden wie van hen niet alleen een goed acteur is, maar ook een goede zanger. In de eerste aflevering zong ze Denis van Blondie, een moeilijke keuze die niet geweldig werd onthaald door de juryleden Eric Melaerts, Geena Lisa en Peter Koelewijn. Ze slaagde er uiteindelijk in de tweede ronde te halen. In de tweede ronde zong ze Be my baby van Vanessa Paradis. Hoewel het een goed optreden was en ze goede commentaren kreeg over haar zang, liet het Vlaamse publiek haar niet verdergaan in de wedstrijd. Samen met Rob Teuwen, een acteur uit F.C. de Kampioenen, werd ze genomineerd. Uiteindelijk moest Vanderheijden het onderspit delven en kreeg ze niet de kans You're Still the One van Shania Twain te zingen. De volgende dag mocht ze dit wel, in het programma Niets is zeker op Radio 2.

## Televisie en film
- Samson en Gert (2002) – als een vriendin van Marlèneke
- Spoed (2002) – als Roos
- Lili en Marleen (2003-2010) – als Vicky Muys
- Zone Stad (2003) – als Veerle
- W817 (2003) – als Siebe
- Verschoten & Zoon (2004) – als Michèle
- Flikken (2004) – als Karen
- Rupel (2004) – als Tanja Goeminne
- En daarmee Basta! (2005-2008) – als Isa De Riemaecker
- Piet Piraat en de betoverde kroon (2005) – als Polyfonia
- Emma (2007) – als Katarina Raskova
- Sara (2007) – als Iris
- Sara (2008) – als Leen
- LouisLouise (2009) – als Evy
- Click-ID (2009)
- Goesting (2010) – als Fiona
- Familie (2011) – als Cynthia
- Danni Lowinski (2012) – als Cindy Poppe

## Theaterwerk
- Musical "Peter Pan" (Tijgerlelie & Understudy Wendy) 2001
- Musical "Assepoester" (Assepoester/ensemble, afwisselend met Maike Boerdam) 1999
- Musical "Robin Hood" (ensemble/understudy Moeder) 2001
- Musical "Doornroosje" (ensemble & Understudy Doornroosje & Fee Kristella) 2002 & 2003
- Musical "De tovenaar van Oz" (ensemble) 1998
- Musical "Pinnokkio" (ensemble & Understudy Trot) 2000
- Theater "De Libertijn" (Angelique Diderot)
- Theater "Twijfel" (zuster James) regie Bob Snijers

## Privé
Grietje Vanderheijden trouwde op 9 september 2017. Ze heeft vier kinderen.